# کلینوماخوس
کلینوماخوس(به یونانی: Κλεινόμαχος) یکی از فیلسوفان یونانی مکتب مگارا و از اهالی ثوری بود که در قرن چهارم پیش از میلاد می زیست.
آن طور که از نوشته‌های دیوژن لائرتی بر می‌آید وی نخستین رساله در باب اصول اساسی دیالکتیک را نوشت و همچنین وی را پایه‌گذار مکتب دیالکتیک می‌داند. بر طبق نوشته‌های کتاب سودا ، کلینوماخوس شاگرد اقلیدس مگارایی و آموزگار بروسون آخایی بود. 